# Dan Biggar
Daniel („Dan“) Rhys Biggar (* 16. Oktober 1989 in Swansea) ist ein walisischer Rugby-Union-Spieler, der auf der Position des Verbindungshalbs eingesetzt wird. Er spielt für den französischen Verein RC Toulon und für die walisische Nationalmannschaft.

## Vereinskarriere
Biggar stammt aus Morristown, einem Stadtteil von Swansea, und begann im Alter von zehn Jahren mit dem Rugbysport beim lokalen Verein Gorseinon RFC. Als Jugendlicher durchlief er die Akademie der Ospreys, während er für den Swansea RFC in der Welsh Premier Division spielte. Sein Profidebüt für die Ospreys gab er am 22. März 2008 im Halbfinale des EDF Energy Cup gegen die Saracens. Sein erster Meisterschaftseinsatz für die Ospreys in der Magners League folgte am 12. September 2008, als er neun Punkte zum 21:18-Auswärtssieg über die Glasgow Warriors beisteuerte. Biggar beendete die Saison 2010/11 als Topscorer der Magners League. Diese Leistung wiederholte er in der darauffolgenden Saison 2011/12, als die Ospreys den Meistertitel errangen. Biggar verwertete dabei im Finale die entscheidende Erhöhung zum 31:30-Sieg gegen Leinster Rugby.
2015 und 2017 stand Biggar mit den Ospreys jeweils im Halbfinale der Meisterschaft, unterlag aber beide Male dem irischen Team Munster Rugby. Im September 2017 wurde bekannt, dass er auf die Saison 2018/19 zum englischen Team Northampton Saints wechselt. In der ersten Saison für seinen neuen Verein gewann er den Premiership Rugby Cup. Viermal in Folge führte er die Saints unter die besten vier der englischen Premiership. Im November 2022 wechselte er mit sofortiger Wirkung zum französischen Verein RC Toulon.

## Nationalmannschaft
Biggar durchlief die Jugendnationalmannschaften des Landes und nahm an der Junioren-WM 2008 teil. Am 14. November 2008 lief er erstmals für die walisische Nationalmannschaft auf und erzielte beim 34:13-Heimsieg gegen Kanada zwölf Punkte. Trotz dieser guten Leistung blieb er zunächst nur zweite Wahl und verpasste unter anderem die Weltmeisterschaft 2011. Aufgrund einer Verletzung von Rhys Priestland spielte Biggar in allen fünf Partien der Six Nations 2013. Im entscheidenden letzten Spiel gegen England erzielte er acht Punkte beim 30:3-Sieg, der den Walisern den Titelgewinn sicherte. 2014 etablierte er sich in der Startformation und spielte am 29. November beim 12:6-Sieg gegen Südafrika derart herausragend, dass er zum „Man of the Match“ gekürt wurde.
Während der Weltmeisterschaft 2015 stand Biggar in allen Partien im Einsatz und erzielte insgesamt 56 Punkte, darunter 23 beim 28:25-Sieg gegen England, der das vorzeitige Ausscheiden des Gastgebers besiegelte. Weitere zwölf Punkte im Viertelfinale konnten jedoch die Niederlage gegen Südafrika nicht abwenden. Sein 50. Test Match für Wales bestritt er am 12. November 2016 beim 24:20-Sieg gegen Argentinien. 2017 wurde Biggar in den Kader der British and Irish Lions für die Neuseeland-Tour berufen. Dabei absolvierte er fünf Spiele, jedoch keines in der Testserie gegen die All Blacks. Beim Six Nations 2019, das die Waliser ungeschlagen mit einem Grand Slam für sich entschieden, war er in allen fünf Partien im Einsatz.
Biggar gehörte dem walisischen Kader für die Weltmeisterschaft 2019 an. Er ging als erste Wahl in das Turnier und hatte eine zentrale Rolle inne, als Wales das Halbfinale erreichte. Im zweiten Gruppenspiel gegen Australien erzielte er nach 36 Sekunden das schnellste Dropgoal der WM-Geschichte.[12] Biggar verpasste das letzte Gruppenspiel gegen Uruguay aufgrund einer Kopfverletzung, kehrte aber für das Viertelfinale gegen Frankreich zurück. In diesem schoss glückte ihm in der 75. Minute eine Erhöhung, was zum knappen 20:19-Sieg reichte.[13] Biggar bestritt auch das Halbfinale gegen Südafrika und das Spiel um Bronze gegen Neuseeland, die beide verloren gingen. Biggar spielte bei allen fünf Partien der Six Nations 2021 in der Startformation. Als einer der Schlüsselspieler trug er mit insgesamt 36 erzielten Punkten zum Titelgewinn der Waliser bei.b
Ebenfalls 2021 gehörte Biggar erneut dem Kader der British and Irish Lions an. Während der Südafrika-Tour absolvierte er fünf Partien, darunter alle drei Test Matches gegen die Springboks, von denen zwei verloren gingen. Im dritten Test Match musste er nach 57 Minuten aufgrund einer Schienbeinverletzung ausgewechselt werden. Das Six-Nations-Spiel gegen Schottland am 12. Februar 2022 war Biggars 100. Einsatz für Wales. Bei der Weltmeisterschaft 2023 bestritt er die Gruppenspiele gegen Fidschi und Australien. Ebenso absolvierte er das Viertelfinale gegen Argentinien, das mit 17:29 verloren ging; dies war zugleich sein letzter Nationalmannschaftseinsatz für Wales.

## Erfolge
Ospreys:
- Meister Magners League 2012
- Sieger EDF Energy Cup: 2008

Northampton Saints:
- Sieger Premiership Rugby Cup 2018/19

Wales:
- Sieger Six Nations: 2013, 2019, 2021
- Grand Slam: 2019
- Triple Crown: 2021

Persönlich:
- Topscorer Magners League 2010/11
- Topscorer Pro12 2011/12